# 몬티니아과
몬티니아과(Montiniaceae)는 가지목에 포함되는 속씨식물과의 하나이다. 2~3개 속으로 이루어진 관목과 작은 나무로 아프리카 서부와 마다가스카르 등의 동아프리카 열대지역에 자생한다. 그레베아속(Grevea)과 몬티니아속(Montinia)은 대부분의 분류 체계에 포함된다. APG II 분류 체계 등을 포함한 신규 분류 체계는 칼리포라속(Kaliphora)을 몬티니아과에 많이 포함시키지만, 아르멘 타흐따잔(Armen Takhtajan) 등의 다른 분류 체계에서는 칼리포라속을 별도의 칼리포라과(Kaliphoraceae)로 분류한다.

## 속
- 그레베아속 (Grevea)
- 칼리포라속 (Kaliphora)
- 몬티니아속 (Montinia)